# Frank Elderson
Frank Elderson es un abogado y banquero holandés.  Miembro de la junta ejecutiva del Banco Central Europeo desde diciembre de 2020, sucediendo a Yves Mersch.
Antes de unirse al BCE, Elderson ha sido director ejecutivo de supervisión en De Nederlandsche Bank desde el 1 de julio de 2011, y fue miembro de oficio del Consejo de Supervisión del Banco Central Europeo. Elderson jugó un papel clave en la creación de la Network for Greening the Financial System (NGFS) de la que es presidente actual.

## Educación y carrera
Elderson completó el primer año del programa universitario de derecho holandés con honores en 1990 y estudió en la Universidad de Zaragoza, España, en 1993 y 1994. Elderson obtuvo su título en derecho holandés en la Universidad de Ámsterdam en 1994.[cita requerida]
En 1995, Elderson obtuvo un título de LLM de la Facultad de Derecho de Columbia, en los Estados Unidos, y prestó juramento como abogado en los Países Bajos ese mismo año. Posteriormente, Elderson comenzó su carrera profesional como abogado en Houthoff Advocaten & Notarissen.[cita requerida]

### Banco central holandés (1999-020)
En 1999, Frank Elderson se incorporó al Banco de los Países Bajos (DNB) donde ocupó varios puestos de dirección en la División de Servicios Legales, además de representar a DNB en varios grupos de trabajo del Sistema Europeo de Bancos Centrales (SEBC). Fue nombrado Director Ejecutivo de Supervisión en 2011, donde fue responsable de la supervisión de los bancos, las funciones horizontales y la supervisión de la integridad y los asuntos legales. En esta capacidad, también fue miembro del Consejo de Supervisión del Banco Central Europeo.[cita requerida]

### Banco Central Europeo (2020-presente)
En octubre de 2020, el ministro de Finanzas holandés, Wopke Hoekstra, lo propuso para suceder a Yves Mersch como miembro de la junta ejecutiva del Banco Central Europeo.
En competencia con el candidato esloveno Boštjan Jazbec, el Eurogrupo aprobó la nominación de Elderson. A pesar de las preocupaciones de los eurodiputados por la falta de mujeres en el consejo de gobierno del BCE, el nombramiento de Elderson fue finalmente aprobado por la Comisión ECON y por el pleno del Parlamento Europeo. Su nombramiento fue posteriormente confirmado por el Consejo Europeo.
En 2020, fue nombrado por el Eurogrupo como uno de los seis miembros del Comité Ejecutivo del Banco Central Europeo para suceder a Yves Mersch Es probable que Elderson se convierta en vicepresidente del consejo de supervisión del BCE.

## Finanzas verdes
Frank Elderson ha estado desempeñando un papel de liderazgo en el debate sobre el papel de los bancos centrales para abordar el cambio climático, haciendo del banco central neerlandés un actor líder en este ámbito. En 2016, fundó y presidió la Plataforma de Finanzas Sostenibles, un foro organizado por el banco nacional holandés que reúne a banqueros centrales, funcionarios y grupos de la sociedad civil.
En 2017, Elderson fue nombrado primer presidente de la Network for Greening the Financial System, un foro lanzado por 8 bancos centrales (incluido el DNB) y autoridades financieras en la “One Planet Summit” en diciembre de 2017. El NGFS tiene como objetivo «ayudar a fortalecer la respuesta mundial necesaria para cumplir los objetivos del acuerdo de París y mejorar el papel del sistema financiero para gestionar los riesgos y movilizar capital para inversiones ecológicas y bajas en carbono en el contexto más amplio del desarrollo ambientalmente sostenible . Con este fin, la Red define y promueve las mejores prácticas para ser implementadas dentro y fuera de la Membresía de la NGFS y lleva a cabo o encarga trabajo analítico sobre finanzas verdes».
Desde su creación, el NGFS ha aumentado su membresía a 89 miembros, e incluye al FMI y al Banco de Pagos Internacionales como observadores, y a la Reserva Federal de los Estados Unidos. Elderson fue reelegido presidente por otro período de dos años en septiembre de 2020.

## Vida personal
Elderson está casado y tiene dos hijas.